# Campionati europei di atletica leggera 2024 - Getto del peso maschile
La gara del getto del peso maschile dei campionati europei di atletica leggera 2024 si è svolta il 7 e l'8 giugno.

## Podio
| Pos.    | Atleta           | Nazionalità | Tempo   |
| ------- | ---------------- | ----------- | ------- |
| Oro     | Leonardo Fabbri  | Italia      | 22,45 m |
| Argento | Filip Mihaljević | Croazia     | 21,20 m |
| Bronzo  | Michał Haratyk   | Polonia     | 20,94 m |

## Situazione pre-gara

### Record
Prima di questa competizione, il record del mondo, il record europeo e il record dei campionati erano i seguenti.
| Record                | Prestazione | Atleta                      | Data e luogo                             | Competizione                 |
| --------------------- | ----------- | --------------------------- | ---------------------------------------- | ---------------------------- |
| Record mondiale       | 23,56 m     | Ryan Crouser Stati Uniti    | 27 maggio 2023 Los Angeles, Stati Uniti  | USATF Los Angeles Grand Prix |
| Record europeo        | 23,06 m     | Ulf Timmermann Germania Est | 22 maggio 1988 Chania, Grecia            |                              |
| Record dei campionati | 22,22 m     | Werner Günthör Svizzera     | 28 agosto 1986 Stoccarda, Germania Ovest | Campionati europei 1986      |

### Campioni in carica
I campioni in carica a livello europeo erano:
| Campione       | Atleta                   | Prestazione | Data e luogo                               | Competizione                   |
| -------------- | ------------------------ | ----------- | ------------------------------------------ | ------------------------------ |
| Europeo        | Filip Mihaljević Croazia | 21,88 m     | 15 agosto 2022 Monaco di Baviera, Germania | Campionati europei 2022        |
| Europeo indoor | Zane Weir Italia         | 22,06 m(i)  | 3 marzo 2023 Istanbul, Turchia             | Campionati europei indoor 2023 |

### La stagione
Prima di questa gara, gli atleti con le migliori tre prestazioni europee dell'anno erano:
| Pos. | Atleta                   | Prestazione | Data e luogo                                |
| ---- | ------------------------ | ----------- | ------------------------------------------- |
| 1    | Leonardo Fabbri Italia   | 22,95 m     | 15 maggio 2024 Savona, Italia               |
| 2    | Zane Weir Italia         | 21,93 m     | 1º maggio 2024 Modena, Italia               |
| 3    | Bob Bertemes Lussemburgo | 21,71 m(i)  | 21 gennaio 2024 Lussemburgo                 |
| 3    | Filip Mihaljević Croazia | 21,71 m     | 18 maggio 2024 Slovenska Bistrica, Slovenia |

## Risultati

### Qualificazioni
I turni di qualificazione si sono tenuti il 7 giugno a partire dalle ore 20:33.
Accedono alla finale gli atleti di ogni gruppo che raggiungono la misura di 20,70 m (Q) o le 12 migliori prestazioni (q).
| Pos. | Gruppo | Atleta                     | Nazionalità          | 1ª prova | 2ª prova | 3ª prova | Misura  | Note |
| ---- | ------ | -------------------------- | -------------------- | -------- | -------- | -------- | ------- | ---- |
| 1    | A      | Leonardo Fabbri            | Italia               | 21,10 m  | -        |          | 21,10 m | Q    |
| 2    | A      | Marcus Thomsen             | Norvegia             | 20,69 m  | 20,62 m  | -        | 20,69 m | q    |
| 3    | A      | Filip Mihaljević           | Croazia              | 20,05 m  | 20,69 m  | -        | 20,69 m | q    |
| 4    | B      | Wictor Petersson           | Svezia               | 20,19 m  | 20,57 m  | 19,99 m  | 20,57 m | q    |
| 5    | B      | Tomáš Staněk               | Rep. Ceca            | 20,53 m  | -        | -        | 20,53 m | q    |
| 6    | B      | Scott Lincoln              | Gran Bretagna        | 19,97 m  | 20,31 m  | -        | 20,31 m | q    |
| 7    | A      | Bob Bertemes               | Lussemburgo          | 19,70 m  | 19,60 m  | 20,23 m  | 20,23 m | q    |
| 8    | B      | Francisco Belo             | Portogallo           | 20,18 m  | 20,02 m  | x        | 20,18 m | q    |
| 9    | B      | Andrei Rares Toader        | Romania              | 19,29 m  | 20,13 m  | 19,78 m  | 20,13 m | q    |
| 10   | A      | Michał Haratyk             | Polonia              | 19,00 m  | 19,79 m  | 19,66 m  | 19,79 m | q    |
| 11   | B      | Mesud Pezer                | Bosnia ed Erzegovina | 19,04 m  | 19,79 m  | 19,41 m  | 19,79 m | q    |
| 12   | B      | Zane Weir                  | Italia               | 18,80 m  | x        | 19,71 m  | 19,71 m | q    |
| 13   | A      | Silas Ristl                | Germania             | 19,38 m  | 19,15 m  | 19,64 m  | 19,64 m |      |
| 14   | A      | Eric Favors                | Irlanda              | 19,39 m  | 19,46 m  | 19,60 m  | 19,60 m |      |
| 15   | A      | Tsanko Arnaudov            | Portogallo           | 19,42 m  | 19,42 m  | 19,31 m  | 19"42   |      |
| 16   | B      | Roman Kokoško              | Ucraina              | x        | 19,41 m  | 19,30 m  | 19,41 m |      |
| 17   | B      | Konrad Bukowiecki          | Polonia              | 19,17 m  | 18,69 m  | 19,20 m  | 19,20 m |      |
| 18   | B      | Asmir Kolašinac            | Serbia               | 19,17 m  | 19,19 m  | x        | 19,19 m |      |
| 19   | B      | Jander Heil                | Estonia              | 18,71 m  | 19,14 m  | x        | 19,14 m |      |
| 20   | B      | Muhamet Ramadani           | Kosovo               | 18,64 m  | 18,71 m  | 19,10 m  | 19,10 m |      |
| 21   | A      | Giorgi Mujaridze           | Georgia              | x        | 18,99 m  | x        | 18,99 m |      |
| 22   | A      | Jesper Arbinge             | Svezia               | 18,97 m  | 18,86 m  | x        | 18,97 m |      |
| 23   | B      | Odysseas Mouzenidis        | Grecia               | 18,46 m  | 18,84 m  | 18,70 m  | 18,84 m |      |
| 24   | A      | Lorenzo Del Gatto          | Italia               | 18,46 m  | 18,83 m  | 18,82 m  | 18,83 m |      |
| 25   | B      | Szymon Mazur               | Polonia              | 18,35 m  | 18,76 m  | x        | 18,76 m |      |
| 26   | A      | Tadeáš Procházka           | Rep. Ceca            | 17,95 m  | x        | 17,59 m  | 17,95 m |      |
| 27   | A      | Marius Constantin Musteață | Romania              | 17,46 m  | x        | x        | 17,46 m |      |
| 28   | A      | Anastasios Latifllari      | Grecia               | 16,83 m  | x        | x        | 16,83 m |      |
| -    | A      | Armin Sinančević           | Serbia               | x        | x        | x        | nm      |      |

### Finale
La finale si è tenuta l'8 giugno a partire dalle ore 20:56.
| Pos     | Atleta              | Nazionalità          | 1ª prova | 2ª prova | 3ª prova | 4ª prova | 5ª prova | 6ª prova | Risultato | Note                                     |
| ------- | ------------------- | -------------------- | -------- | -------- | -------- | -------- | -------- | -------- | --------- | ---------------------------------------- |
| Oro     | Leonardo Fabbri     | Italia               | 20,42 m  | 22,12 m  | x        | x        | 22,45 m  | 21,93 m  | 22,45 m   | Record dei campionati                    |
| Argento | Filip Mihaljević    | Croazia              | 20,10 m  | 20,69 m  | 20,96 m  | 20,63 m  | x        | 21,20 m  | 21,20 m   |                                          |
| Bronzo  | Michał Haratyk      | Polonia              | 20,94 m  | 20,55 m  | x        | 19,81 m  | 20,79 m  | 20,55 m  | 20,94 m   | Miglior prestazione personale stagionale |
| 4       | Scott Lincoln       | Gran Bretagna        | 20,51 m  | x        | 19,92 m  | 20,88 m  | 20,23 m  | x        | 20,88 m   |                                          |
| 5       | Tomáš Staněk        | Rep. Ceca            | 20,19 m  | x        | 19,48 m  | 20,88 m  | x        | 20,09 m  | 20,88 m   |                                          |
| 6       | Bob Bertemes        | Lussemburgo          | 19,60 m  | x        | 20,86 m  | x        | x        | x        | 20,86 m   |                                          |
| 7       | Andrei Rares Toader | Romania              | 19,24 m  | 20,38 m  | 20,07 m  | 20,19 m  | 20,43 m  | 19,83 m  | 20,43 m   |                                          |
| 8       | Marcus Thomsen      | Norvegia             | 19,98 m  | 20,42 m  | 20,24 m  | 20,11 m  | 20,34 m  | 20,20 m  | 20,42 m   |                                          |
| 9       | Mesud Pezer         | Bosnia ed Erzegovina | 19,70 m  | 19,60 m  | 19,92 m  |          |          |          | 19,92 m   |                                          |
| 10      | Francisco Belo      | Portogallo           | 19,74 m  | 19,37 m  | x        |          |          |          | 19,74 m   |                                          |
| 11      | Zane Weir           | Italia               | 19,36 m  | 19,70 m  | 19,25 m  |          |          |          | 19,70 m   |                                          |
| 12      | Wictor Petersson    | Svezia               | 19,45 m  | 19,41 m  | x        |          |          |          | 19,45 m   |                                          |